# تیپ ۱۱ یفتاح
تیپ ۱۱ یفتاح (انگلیسی: Yiftach Brigade) یا تیپ یفتاح یک تیپ کماندویی ذخیره در نیروهای دفاعی اسرائیل و تحت امر فرماندهی شمالی است که عمدتاً از جنگجویان تیپ گولانی و واحد ایگوز تشکیل شده است. 
این تیپ در ابتدا در اوج جنگ استقلال، در پایان ماه مه ۱۹۴۸، به‌عنوان یگان زیرمجموعه پالماخ در منطقه جلیل تأسیس شد. پس از انحلال پالماخ، به عنوان یک تیپ پیاده‌نظام ذخیره به نیروهای دفاعی اسرائیل پیوست و در تمام جنگ‌های اسرائیل حضور داشت و در دوران حیات خود، تحولات بسیاری را متحمل شد. از یک تیپ پیاده‌نظام، به یک تیپ مکانیزه، بعداً به یک تیپ تانک تبدیل شد و پس از حدود ۴۰ سال به عنوان یک تیپ تانک، دوباره به یک تیپ پیاده‌نظام تبدیل شد.

## تاریخچه
در جنگ اعراب و اسرائیل در سال ۱۹۴۸، این یگان یک تیپ پیاده‌نظام زیرمجموعه پالماخ بود. این تیپ در اواخر آوریل ۱۹۴۸ از گردان‌های موجود پالماخ تشکیل شد. در اواخر سال ۱۹۴۸، گردان دوم پالماخ از تیپ ۱۲ نقب نیز به تیپ یفتاح منتقل شد.
در ماه مه ۱۹۴۹، در پی اجرای طرح کوچک‌سازی کلی ارتش اسرائیل، سازمان پالماخ منحل شد که بر پایه آن، ۹ تیپ از ۱۲ تیپ زیرمجموعه پالماخ نیز منحل شدند. مدتی پس از آن، این تیپ به عنوان یک واحد ذخیره که در جبهه نوار غزه خدمت می‌کرد، دوباره تأسیس شد. تیپ ۱۱ یفتاح به عنوان یک تیپ پیاده‌نظام، در بحران سوئز و جنگ شش روزه در نوار غزه نیز جنگید.
در سال‌های ۱۹۶۸ و ۱۹۶۹، به تیپ ۱۱ مکانیزه تبدیل شد که شامل دو نفربر زرهی، یک گردان تانک شرمن و یک گردان توپخانه بود. در سال ۱۹۷۳ در جبهه مصر در جنگ یوم کیپور جنگید. پس از جنگ یوم کیپور، این یگان به تیپ ذخیره زرهی تبدیل شد که شامل سه گردان پیاده‌نظام بود و تحت فرماندهی لشکر ۲۵۲ سینا قرار گرفت.
در سال ۱۹۸۱، این تیپ تحت فرماندهی لشکر ۷۲۰ قرار گرفت و پس از انحلال آن در سال ۲۰۰۴، به لشکر ۳۰۴ زرهی ایدان منتقل شد. در سال ۲۰۰۶، این تیپ در عملیات سپر دفاعی جنگید. تیپ ۱۱ یفتاح در سال ۲۰۱۴ منحل شد. در سال ۲۰۱۶، بر اساس گردان‌های ذخیره تیپ بسته شده حرمون، به عنوان تیپ ۱۱ یفتاح دوباره تأسیس شد و به عنوان تیپ کماندویی در ذخیره فرماندهی شمالی تحت امر لشکر ۲۱۰ باشان فعالیت خود را ادامه داد. در سال ۲۰۲۰، این تیپ به لشکر ۹۹ بزق منتقل شد.